# Коллектив (Рязанская область)
Коллектив — деревня в Михайловском районе Рязанской области России.

## История
| Год  | Население |
| ---- | --------- |
| 1929 | 65        |
| 2007 | 1         |

Населённый пункт возник в первые годы советской власти и был назван в духе идеологических представлений того времени.
До 1924 года деревня входила в состав Горностаевской волости Михайловского уезда Рязанской губернии.

## Население
| 2010 |
| ---- |
| 0    |